# Cardiophorus rufipes
Cardiophorus rufipes is een keversoort uit de familie kniptorren (Elateridae). De wetenschappelijke naam van de soort is voor het eerst geldig gepubliceerd in 1777 door Goeze.